# Tabiry
Tabiry là một công chúa người Nubia, về sau trở thành vương hậu của cả Vương quốc Kush và Ai Cập cổ đại thời kỳ Vương triều thứ 25.

## Tiểu sử
Tabiry là con gái của vua Alara xứ Nubia với vương hậu Kasaqa. Kashta, người được nghĩ là em của vua Alara, đã kế vị ngai vàng và là cha của vua Piye. Piye kết hôn với Tabiry, và lập bà làm vương hậu chánh cung. Tabiry có một người chị em họ, là cháu gái gọi vua Alara bằng cậu (tức Kashta cũng sẽ là cậu của bà), cũng được đưa vào hậu cung của Piye, là Abar, tương lai là mẹ của pharaon Taharqa. Cả Tabiry và Abar đều mang danh hiệu Chị em gái của Nhà vua, vì họ đều là những người chị em họ của Piye.
Trong 4 bà vương hậu được biết đến của Piye (ngoài Tabiry và Abar, hai người còn lại là Khensa và Peksater), chỉ có Tabiry được trao danh hiệu "Vương hậu Chánh cung của Nhà vua", cho thấy bà là người phụ nữ uy quyền bậc nhất trong hậu cung của Piye. Ngoài danh hiệu cao quý kể trên, Tabiry còn được gọi là "Con gái của Nhà vua" và "Người phụ nữ vĩ đại của vùng ngoại bang".
Không rõ Tabiry đã hạ sinh cho Piye những người con nào, vì không tìm thấy nguồn chứng thực rõ ràng.

## An táng
Tabiry được chôn cất tại kim tự tháp K.53 ở El-Kurru. Một tấm bia bằng đá granit khắc văn tưởng niệm được tìm thấy trong hầm mộ của bà, hiện đang được lưu giữ tại Khartoum. Tấm bia cho thấy, Tabiry đang dâng lễ thần Osiris và Isis; những dòng văn khắc trên bia có nhắc đến tên cha mẹ và chồng của bà, cũng như một số danh hiệu đã được đề cập ở trên.
Danh hiệu "Người phụ nữ vĩ đại của vùng ngoại bang" của Tabiry đã được Reisner dịch nghĩa là "Nữ thủ lĩnh vĩ đại của Temehu" (miền nam Libya), và kết luận rằng vương quốc Kush, cụ thể là vương hậu Tabiry, có mối quan hệ chính trị với người Libya. Những nhà Ai Cập học khác thì cho rằng, danh hiệu đó của Tabiry nên được đọc là "Người vĩ đại của những cư dân ở sa mạc", ám chỉ bà xuất thân là người Nubia.
Ngoài tấm bia kể trên, Tabiry còn có một pho tượng shabti bằng sứ xanh hiện đang được lưu giữ tại Bảo tàng Petrie ở Luân Đôn (số hiệu UC13220).